# کاماکورا-دونو
کاماکورا-دونو (به ژاپنی: 鎌倉殿 かまくらどの)، به معنی ارباب کاماکورا گاهی به رهبر شوگون‌سالاری کاماکورا یا به خود شوگون‌سالاری کاماکورا اشاره دارد. پس از میناموتو نو تامه‌یوشی یا پسرش میناموتو نو یوشیتومو، رهبر خاندان سیوا گنجی (خاندان سامورایی) خاندان  کاماکورا، کاماکورا-دونو یا کاماکورا-ریو نامیده می‌شد. در داستان هیکه، «کاماکورا-دونو» به یوریتومو اشاره دارد و از نظر تاریخی این کلمه به شدت با میناموتو نو یوریتومو مرتبط است.
در دوره کاماکورا هنگامی که میناموتو نو یوریتومو قدرت سیاسی را از دربار امپراتوری غصب کرد و حکومت شوگون سالاری را در کاماکورا بنیانگذاری کرد و دولت سامورایی شروع به کار کرد. میناموتو نو یوریتومو، که با مهارت‌های سیاسی عالی‌اش توانست پایه‌های تسلط سراسری را پایه‌ریزی کند، به عنوان «کاماکورا-دونو» (ارباب کاماکورا) ستایش شد، اما با گذشت زمان کلمه کاماکورا-دونو برای  "شوگون های متوالی شوگون سالاری کاماکورا" به کار برده شد. با این حال در دوره کاماکورا، پس از میناموتو نو یوریتومو، کاماکورا-دونو قدرتی نداشت و مانند «عروسک خیمه شب بازی» بود.
کلمه باکوفو بعد از اواسط دوره ادو به کار می‌رفت و سامورایی‌های دوره کاماکورا یا شوگون‌سالاری کاماکورا را نیز «کاماکورا دونو» می‌نامیدند.
علاوه بر این، شوگون آشیکاگا، رئیس شوگون‌سالاری موروماچی، نیز به عنوان جانشین شوگون‌سالاری کاماکورا دیده می‌شد و در ابتدا «کاماکورا-دونو» و «کاماکورا شوگون» نامیده می‌شد. به عنوان مثال، در رنگا جوساما  نوشته نیجو یوشیموتو، بخشی وجود دارد که در آن از سومین شوگون آشیکاگا یوشیمیتسو به عنوان «کاماکورا شوگون» یاد می‌شود. بعدها، زمانی که یوشیمیتسو اقامتگاه خود را در موروماچی، کیوتو تأسیس کرد، شوگون در شوگون‌سالاری موروماچی «موروماچی-دونو» نام گرفت و در عوض، کاماکورا کوبو، شاخه ای از موروماچی-دونو، «کاماکورا-دونو» نام گرفت.